# T’aego Pou
T’aego Pou (lub Taego Bou) (kor. 태고 보우 ur. 1301, zm. 24 grudnia 1382) – koreański mistrz sŏn, który wprowadził do Korei chińską szkołę chan linji (kor. imje) oraz zjednoczył wszystkie szkoły sŏn w jedną nazwaną chogye.

## Życiorys
Mimo tego, iż T’aego Pou jest uważany za jednego z kilku najważniejszych mistrzów sŏn w historii Korei, to o jego życiu nie wiadomo zbyt wiele. Wszystkie biografie skupiały się na najważniejszych momentach, jak. np. oświecenie i podróż do Chin, ale o tym, co działo się pomiędzy tymi kluczowymi momentami, właściwie nic nie wiadomo.
Urodził się w 1301 r. w Gwangju w południowej części Korei. Został mnichem w wieku 13 lat w klasztorze Hwaŏm u mistrza Kwangjo. Jeszcze jako nastolatek odwiedził wielu mistrzów sŏn. Odbywanie pielgrzymek od klasztoru do klasztoru w celu znalezienia odpowiedniego mistrza sŏn, było typowe dla młodych mnichów. Co prawda nie wiadomo czy studiował także sutry, jednak z jego tekstów można wywnioskować, że odbył także gruntowne studia doktrynalne. Gdy miał 19 lat otrzymał słynny kongan (chiń. Koan) Dziesięć tysięcy rzeczy powraca do jednego; do czego powraca to jedno? T’aego pracował nad tym konganem do 32 roku życia przebywając w klasztorze Kamno w stolicy Koryŏ, Kaesŏngu. Wtedy osiągnął swoje pierwsze przebudzenie. Napisał wtedy krótki wiersz:
Wypiłem wszystkich buddów i patriarchów,
Wszystkie góry i rzeki,
Bez moich ust.
Kontynuował w dalszym ciągu praktykę, tym razem z konganem mu (chiń. wu) i po pięciu latach osiągnął ostateczne oświecenie. Miał 37 lat. Napisał wtedy następny wiersz:
Kiedy przedarłem się przez solidną bramę,
Czysty wiatr dmie z niepamiętnego czasu.
W cztery lata później zatrzymał się w klasztorze Chunghŭng na górze Samgak (pol. Trzech Rogów) w pobliżu Hanyangu. Rozpoczął nauczanie i w krótkim czasie przyciągnął tylu uczniów, że trzeba było w bliskim sąsiedztwie wybudować drugi klasztor, który otrzymał nazwę T’aego po mistrzu.
W 1346 r. mistrz udał się do Chin. Był to okres panowania mongolskiej dynastii Yuan i T’aego przybył do stolicy Dadu (dzisiejszy Beijing, czyli Pekin). Przebywał w klasztorze Daguan. W lipcu 1347 r. udał się na południe Chin w celu znalezienia mistrzów chan. Głównym jego celem było odnalezienie znanego wówczas mistrza Zhuyuana, jednak gdy okazało, że mistrz ten zmarł, T’aego spotkał na górze Xiawu (obecnie Xiamu, na północ od Huzhou w prowincji Zhejiang) innego znanego mistrza Shiwu Qinggonga (1272–1352), w 18 pokoleniu spadkobiercę mistrza Linjiego Yixuana. Porozumiewali się ze sobą najpewniej pisząc chińskie znaki. Shiwu rozpoznał oświecenie T’aego i przyznał mu inga (chiń. inke).
Po opuszczeniu Shiwu mistrz udał się do stolicy Yuanów Yanjingu, gdzie odbył serię publicznych wykładów cieszących się olbrzymim zainteresowaniem tłumów. Po usłyszeniu o jego sławie został wezwany na cesarski dwór i obdarowany złotą szatą. Dla arystokracji mongolskiej wygłosił w pałacu kilka wykładów.
W 1348 r. T’aego powrócił do ojczyzny. Zamieszkał na górze Sosŏl i przez cztery lata zajmował się rolnictwem.
W 1352 r., gdy nowy król Kongmin (공민; pan. 1351–1374) zasiadł na tronie, T’aego został wezwany na dwór królewski, gdzie w swojej mowie podkreślał konieczność oczyszczenia rządu z ludzi czyniących zło. Król odparł, że naciski ze strony Mongołów ograniczają jego możliwości. Mistrz podsumował rozmowę stwierdzeniem, że niezależnie od tego jakim jest zagorzałym buddystą, to jeśli nie będzie w stanie wziąć spraw państwowych w swoje ręce, nie będzie miał żadnych zasług. Doradził królowi, aby ten nie budował więcej żadnych nowych świątyń buddyjskich, a raczej zatroszczył się o już istniejące. Ostrzegł go także przed przekazywaniem ziemi w ręce wojskowych. W czasie pobytu w stolicy mistrz był dosłownie oblegany przez chcących wysłuchać jego nauk.
T’aego ponownie usunął się w cień i powrócił na górę Sosŏl. Jednak w 1356 r. król znowu zaprosił go do pałacu. I tam w pałacowej Sali Buddy wobec znanych mnichów i arystokracji nadał mu tytuł Królewskiego Nauczyciela wraz z odpowiednimi insygniami. Przez dwa lata działał w stolicy między innymi mianując opatów głównych klasztorów. Zaczął używać także swojego autorytetu w zwalczaniu sekciarskich różnic w łonie sŏn. Propagował zjednoczenie wszystkich szkół sŏn i przywrócenie pierwotnej energii koreańskiego sŏn. Zaproponował aby posługiwano się Czystymi regułami Baizhanga, a więc tekstem, który było ogólnie znany, ale niewykorzystywany.
W 1356 r. jego działalność doprowadziła go do zjednoczenia wszystkich szkół sŏn w jednej szkole nazwanej chogye. Jest ono nazywane Pierwszym Zjednoczeniem.
W 1357 r. poprosił o zgodę na opuszczenie stolicy, jednak król nie wyraził zgody. Mimo tego T’aego potajemnie opuścił stolicę. Po jakimś czasie król ustąpił i posłał mu jego emblematy rangi w zakonie.
W 1362 r. został powołany przez króla do prowadzenia klasztoru na górze Huiyang, a potem na górze Kaji. Po czterech latach T’aego zwrócił insygnia swojej władzy i poprosił o zwolnienie go z wszelkich obowiązków. I w 1366 r. król wyraził zgodę.
W 1368 r. mistrz T’aego ponownie udał się do południowych Chin, jednak nic nie wiadomo w jakim celu i co tam robił
W tym czasie z powodu intrygi będącego wówczas w łaskach królewskich mnicha Sintona, został oskarżony o spisek przeciw władzom. Król pozbawił T’aego wszelkich tytułów, honorów itd. oraz bycia kapłanem. Jednak w rok później król ułaskawił mistrza i pozwolił mu powrócić do Korei. T’aego ponownie osiadł na górze Sosŏl.
W 1371 r. wyszły na jaw wszystkie intrygi Sintona i mistrzowi przywrócono tytuł Narodowego Nauczyciela (kor. kuksa). Mimo prób nieprzyjęcia funkcji, został mianowany opatem klasztoru i pełnił to stanowisko przez siedem lat.
W 1381 r. przeniósł się do klasztoru Yangsan i gdy nowy król wizytował świątynię nadał mu znów tytuł Narodowego Nauczyciela.
W 1382 r. T’aego powrócił na górę Sosŏl do świątyni Hyŏngwŏn.
Zmarł 24 grudnia 1382 r.
Król obdarzył go pośmiertnym tytułem Mistrza sŏn Doskonałego Urzeczywistnienia.

## Znaczenie
Mistrz T’aego jest pamiętany dzisiaj przede wszystkim jako ten, który zjednoczył popadające w sekciarskość szkoły sŏn. Domagał się także aby mnisi sŏn stosowali się do reguł stworzonych przez chińskiego mistrza chan Baizhanga Huaihaia znanych jako Czyste reguły Baizhanga. Być może zawarty w nich postulat pracy fizycznej mnichów na swoje utrzymanie, pomógł koreańskiemu sŏnowi przetrwać w dalekich zakątkach górskich 500 lat prześladowań.
Nie zależało mu na tytułach i zaszczytach; nieustannie prosił o zwolnienie go z pełnienia wszelkich religijnych obowiązków na dworze królewskim. Nie wahał się także przed wmieszaniem w politykę dla dobra Korei, chociaż ryzykował swoim życiem. Nie wykorzystywał w tym celu swojego stanowiska Narodowego i Królewskiego Nauczyciela, ale służył radą jako doradca duchowy.
Miał krytyczny stosunek do stanu ówczesnego buddyzmu w Korei i starał się to zmienić, i to bynajmniej nie przez zwiększenie bogactwa klasztorów i jeszcze większej ich ilości, ale po prostu przez mocną praktykę, przestrzeganie reguł i nie unikania odpowiedzialności.
Jako mistrz sŏn kładł mocny nacisk na praktykę sŏn, której podstawą była praca z konganami (chiń. Koanami) zwana praktyką hwadu (chiń. huatou, zob. kanhua chan).
Jak ważnym był nauczycielem świadczy to, że właściwie wszystkie linie przekazu dzisiejszego koreańskiego sŏnu wywodzą się od niego.
Pozostawił po sobie 90 wielkich mistrzów sŏn, 101 mistrzów sŏn, 1003 wędrownych mnichów i 21 świeckich wyznawców.

## Linia przekazu Dharmy
Pierwsza liczba: kolejność w linii przekazu od Buddy. Druga liczba: kolejność linii przekazu od Bodhidharmy. Trzecia liczba: kolejność linii przekazu w danym kraju (w Korei od T’aego Pou)
- 56/29. Shiwu Qinggong (Shishi) (1272–1352)
  - 57/30/1. T’aego Pou (1301–1382) szkoła imje
    - 58/31/2. Chanyeong (bd)
    - 58/31/2. Choi (bd)
    - 58/31/2. Wongyu (bd)
    - 58/31/2. Hwanam Honsu (1320–1392)
      - 59/32/3. Kugok Kakhun (bd)
        - 60/33/4. Pyŏkkye Chŏngsim (zm. 1492?)
          - 61/34/5. Pyŏksong Chiŏm (1464–1534)
            - 62/35/6. Puyong Yŏnggwan (1485–1567)
              - 63/36/7. Puhyu Sŏnsu (1543-1615)
              - 63/36/7. Sŏsan Taesa (1520–1604)
                - 64/37/8. P’yŏnyang Ŏngi (1581-1644)